# Pallastunturi
Le Pallastunturi est un des principaux tunturi de Laponie. Il est composé d'un groupe de 7 sommets couverts de toundra et culminant à 807 mètres d'altitude au Taivaskero, dominant de plus de 500 mètres les plaines environnantes. Le site fait partie du parc national de Pallas-Yllästunturi et est également l'un des paysages nationaux de Finlande.
Outre le tourisme et le parc national, l'économie repose largement sur l'élevage extensif des rennes.

## Géographie

### Situation
Le mont Pallas se situe en Fennoscandie, dans le nord-ouest de la Finlande, dans la municipalité de Muonio, au nord-ouest de la Laponie. Le village de Muonio se situe à une vingtaine de kilomètres au sud-ouest, dans la vallée de la rivière Muonio. Le village de Kittilä se trouve à un peu plus de 50 kilomètres au sud-sud-est. Le site est situé 190 kilomètres au nord du cercle polaire arctique.
Le principal axe routier de l'ouest de la Laponie finlandaise, la route européenne 8 (nationale 21) surnommée localement « route des aurores boréales », passe par Muonio avant de contourner le massif par l'ouest. Une dérivation de cette route permet de relier Muonio à l'hôtel Pallas, en plein cœur du Pallastunturi. Une petite route locale, goudronnée en 2002, contourne le tunturi par l'est pour rejoindre Raattama et Hetta.

### Topographie

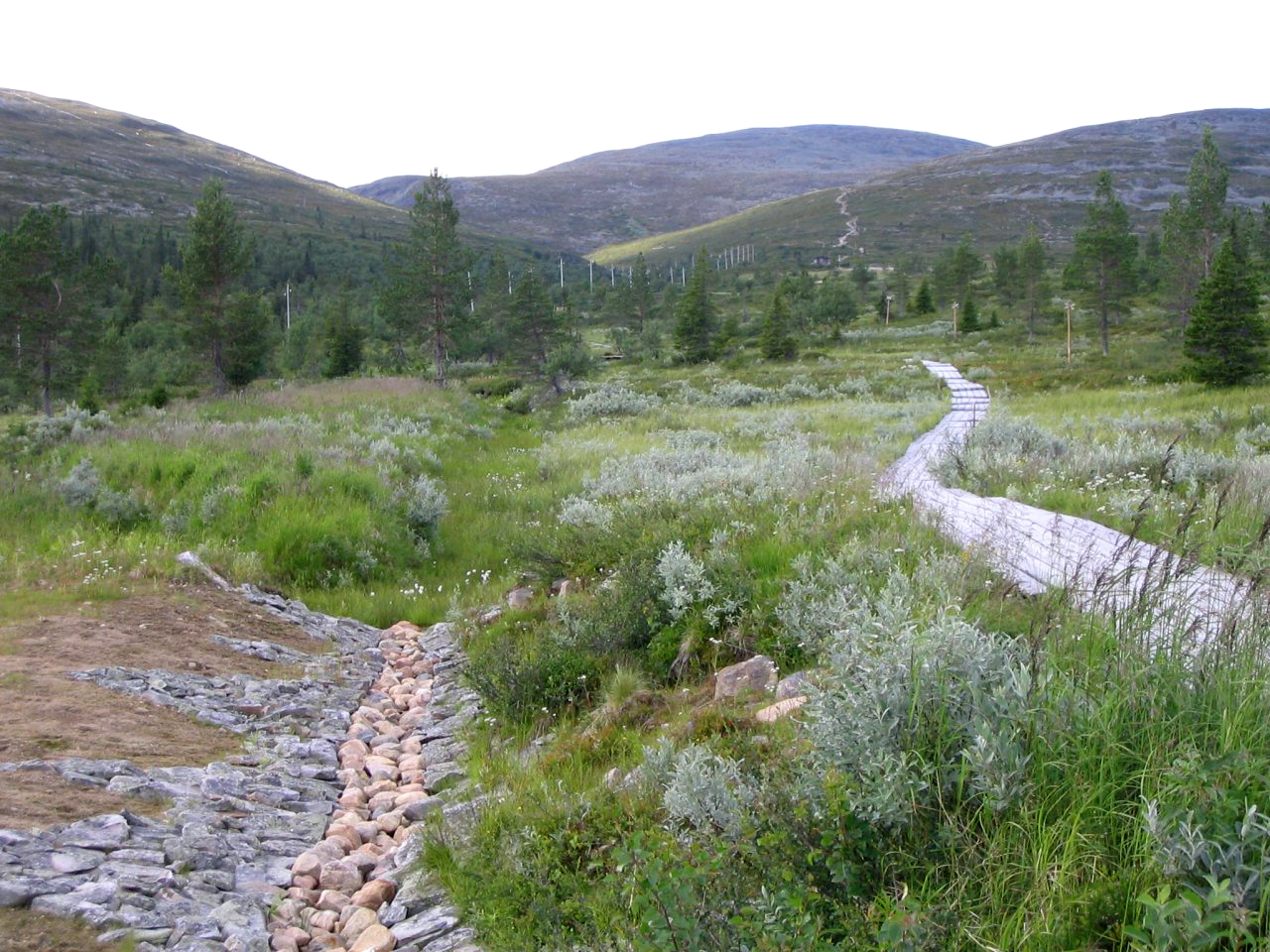
Vue des trois principaux sommets du Pallastunturi : le Laukukero (gauche) et le Pyhäkero (droite) encadrent le Taivaskero.

Au sens strict, le Pallastunturi est composé de 7 sommets principaux et de plusieurs sommets annexes répartis sur une zone de 9 km de long (axe nord-sud) sur 5 km. Ces sommets sont le Taivaskero (807 m), le Pyhäkero (778 m), le Laukukero (766 m), le Lehmäkero (747 m), le Palkaskero (707 m), l'Orotuskero (687 m) et le Pallaskero (646 m). Des tunturis voisins et moins élevés y sont parfois rattachés. Dans sa totalité, la zone classée paysage national recouvre par moins de 29 000 hectares.
Les pentes des collines sont très accentuées. Un dénivelé de 100 mètres sur 200 mètres de distance est relativement fréquent en bordure des tunturis. À l'inverse, les sommets sont pratiquement plats sur plusieurs hectares. Les collines sont entourées et parfois séparées par des combes profondes et accidentées, comme Vatikuru entre le Pyhäkero et le Laukukero, et Palkaskuru entre le Pyhäkero et le Palkaskero. Au nord, c'est la profonde combe de Vatikuru qui borde le tunturi. Un col situé à 425 mètres d'altitude fait communiquer Vatikuru et le ravin de Rihmakuru, séparant le Pallastunturi des autres tunturis situés plus au nord. Une vallée encore plus profonde sépare le Pallaskero, le sommet le plus méridional, du Lommoltunturi.

### Géologie
Le massif est formé principalement de quartzite et d'amphibolite. Ces roches très dures ont été formées il y a environ 3 milliards d'années, quelques dizaines de millions d'années avant le premier plissement Svecokarélide qui a donné naissance dans la région à une importante chaîne de montagne. Ces montagnes ont été progressivement érodées pas les glaciations successives, mettant au jour les roches les plus dures. Les derniers glaciers de la glaciation de Würm se sont retirés il y a environ 10 200 ans, laissant les sommets nus et entourés de lacs. Le comblement progressif de la majorité des lacs a donné naissance à des marais étendus mais les reliefs glaciaires comme les moraines restent largement visibles dans toute la région.

### Climat
Le climat est de type continental sibérien. La moyenne annuelle (à l'altitude de 560 mètres) est de l'ordre de −1,6 °C, modulée en fonction de l'altitude. Le mois le plus froid est février, la moyenne étant de l'ordre de −12 °C, tandis que la moyenne de juillet est de l'ordre de +12 °C. Les précipitations sont inférieures à 500 mm par an, et le sol est couvert de neige de mi-octobre à fin mai, soit une durée moyenne de 220 jours. La profondeur de neige dépasse régulièrement 1 mètre au moins d'avril. Les sommets des collines sont parmi les lieux les plus froids du pays. Lors de la vague de froid de fin janvier 1999, le record historique defroid en Finlande a été battu (−51,5 °C) au village de Pokka dans la commune voisine de Kittilä, à juste 50 km à l'est de Pallas, pendant que l'une des stations de Pallas enregistrait une température de −47,2 °C. Le seuil des −40 °C est franchi pratiquement tous les ans, et le vent incessant renforce encore l'effet du froid au sommet des collines. Les fluctuations de durée du jour son extrêmes, le site étant plongé dans la nuit trois semaines et demie au cœur de l'hiver, avant de connaître le soleil de minuit pendant sept semaines autour de la saint-Jean.

## Histoire

### Les débuts de la colonisation humaine
Le retrait des glaciers voit l'établissement d'un climat relativement doux dans la région, les températures étant environ supérieures de 2 °C aux moyennes actuelles. Les arbres colonisent les sommets des tunturis. Les bouleaux nains sont présents au sommet du Pyhäkero moins de 700 ans après le retrait de la glace, et les pins suivent 1 200 ans plus tard.
Une première importante migration humaine en provenance d'Europe centrale aurait atteint le Nord de la Suède et la Laponie autour du VIe millénaire av. J.-C., profitant de ce radoucissement du climat. D'autres nomades arrivés de l'est autour du IVe millénaire av. J.-C. seraient les ancêtres des Finnois et des Saami. La densité de population dans la région reste très réduite.
La baisse des températures il y a environ 5 000 ans entraîne un retrait général des arbres dans le nord de la Laponie, la toundra gagnant du terrain. Les pins disparaissent des sommets il y a 4 000 ans, les bouleaux il y a 3 500 ans et la limite des arbres redescend jusqu'à son altitude actuelle.

### Protection du site et essor du tourisme
Pallas est un des sites touristiques les plus anciens du nord de la Laponie. En 1938, le mont est inclus dans le plus vieux parc national finlandais et le premier hôtel de montagne de Finlande est inauguré sur ses pentes. Le premier hôtel est détruit lors du retrait de l'armée allemande lors de la guerre de Laponie, puis reconstruit un peu plus bas sur les flancs de la montagne en 1948. Le 6 juillet 1952, la flamme olympique des Jeux olympiques d'Helsinki est allumée au sommet du Taivaskero. En 1953, une petite station de ski ouvre sur les pentes du Laukukero. L'hôtel Pallas est encore en fonction aujourd'hui et marque le départ du sentier de randonnée Pallas-Hetta.

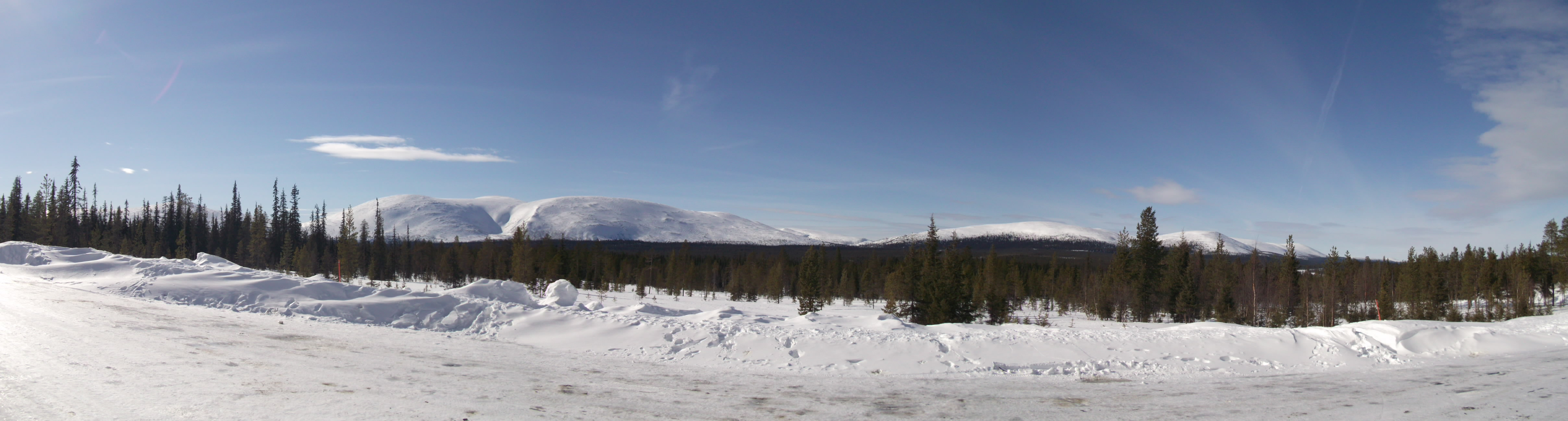
Vue du Pallastunturi depuis le nord au printemps.

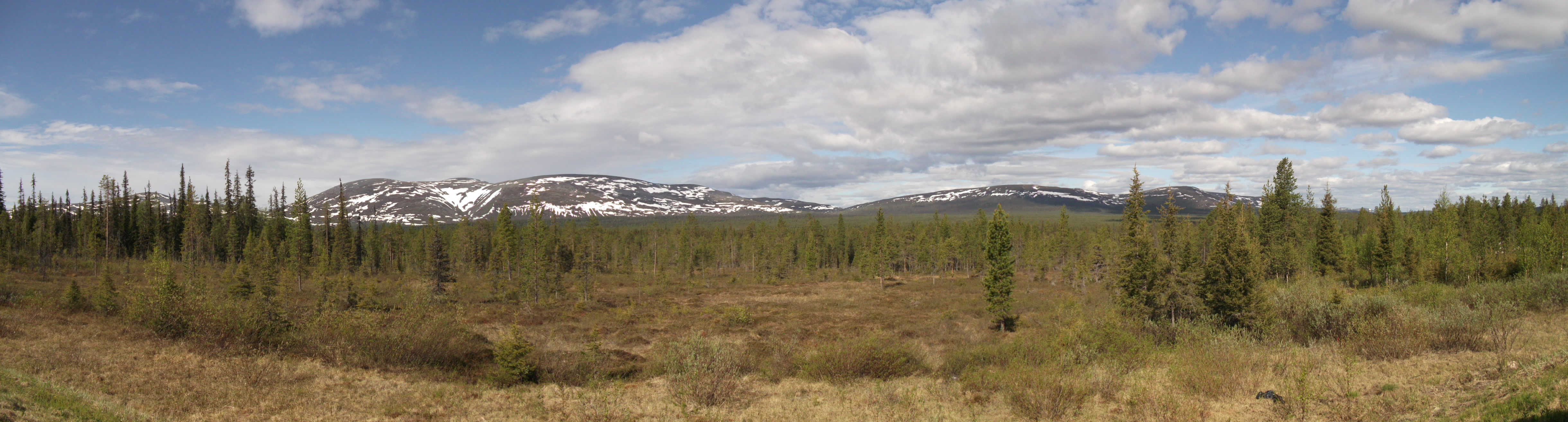
Vue du Pallastunturi depuis le nord au début de l'été.